# Xynobius schlicki
Xynobius schlicki är en stekelart som först beskrevs av Fischer 1964.  Xynobius schlicki ingår i släktet Xynobius och familjen bracksteklar. Inga underarter finns listade i Catalogue of Life.